# Galleh Kolā
Galleh Kolā (persiska: گله كلا) är en ort i Iran.   Den ligger i provinsen Mazandaran, i den norra delen av landet, 170 km nordost om huvudstaden Teheran. Galleh Kolā ligger 55 meter över havet och antalet invånare är 542.
Terrängen runt Galleh Kolā är platt åt nordväst, men åt sydost är den kuperad. Runt Galleh Kolā är det ganska tätbefolkat, med 111 invånare per kvadratkilometer. Närmaste större samhälle är Sari, 9,3 km nordost om Galleh Kolā. I omgivningarna runt Galleh Kolā växer i huvudsak blandskog.